# Erickson de Almeida Maió
Erickson Correia Pinto de Almeida - também denominado como Erickson de Almeida Maió, apelido de infância, (Maraú, 11 de maio de 1935 – 31 de março de 2014) foi um pintor, desenhista, escultor e escritor brasileiro.

## Biografia
Erickson de Almeida, nascido em 11 de maio de 1935, em Maraú, interior da Bahia, filho de Nelson Pinto de Almeida e de Minaya Lima Correia de Almeida, e neto de Virgílio Venâncio de Almeida, coronel da Guarda Nacional.[carece de fontes?]
Casou-se com a primeira esposa Elisete Costa Pinto de Almeida em 1955, com quem teve 6 filhos em Salvador/BA. No Rio de Janeiro no ano de 1973 casou-se pela segunda vez e teve 3 filhos com Maria do Socorro da Silva de Almeida.[carece de fontes?]
Foi criado no Rio Vermelho - Salvador/BA. Iniciou sua vida artística trabalhando como desenhista na antiga Litografia Nocla, localizada no Terreiro de Jesus (1957). Após o serviço militar na Aeronáutica, Base Aérea de Salvador, ingressou, por concurso, na Polícia Rodoviária Federal em 1960. Foi discípulo de Jenner Augusto.Sempre ligado às artes, transferiu-se para o Rio de Janeiro, onde participou de eventos culturais. No Rio de Janeiro, dando continuidade às artes plásticas, participou da Feira de Arte de Ipanema no seu início, em setembro de 1969, na praça General Osório.
Fez algumas exposições e esteve presente, com telas e desenhos, no Salão Nacional de Belas Artes (1970/71). Nessa época participou também de exposições individuais e coletivas, uma das quais, em Volta Redonda intitulada "Artistas de Ipanema", na Praça Brasil, evento patrocinado pela Prefeitura local, onde o quadro "Festa do Bonfim" recebeu o troféu de obra vencedora da mostra.
Em 1970 participou de três novelas na TV Globo, como extra: O Homem Proibido com Mário Lago, Ioná Magalhães, Marieta Severo entre outros. A Gata de Vison com Geraldo Del Rey, Carlos Alberto e outros. Sangue e Areia com Tarcísio Meira e Ioná. No programa Discoteca do Chacrinha, no elenco com as dançarinas usando um macacão "Cost to Cost". Ainda na década de 70, em Resende/RJ, participou da reabertura do Salão de Arte Moderna da cidade, recebendo o "Prêmio Aquisição". Na década de 80 participou, como ator, em algumas peças teatrais como a Aurora da Minha Vida de Naum Alves de Souza (vencendo o Festival de Teatro de UERJ, Pluft, o Fantasminha, de Maria Clara Machado e Dois Perdidos Numa Noite Suja de Plínio Marcos. Apresentações no Rio de Janeiro, São Paulo, Juiz de Fora, Ouro Preto (onde venceu o Festival de Inverno com "Aurora"), Niterói, vencendo o Festival de Teatro Jovem no Municipal da cidade (com "Aurora").
Como colaborador emérito, devido as pesquisas que fez sobre a história de Canudos, contribuiu com a Academia de História Militar Terrestre do Brasil, dando palestrara na AMAN - Academia Militar das Agulhas Negras., ajudando a divulgar e preservar os fatos na História da Guerra de Canudos.[carece de fontes?]

## Publicações
Ao se aposentar dedicou-se a escrever histórias romanceadas:
- Canudos – A trama político/religiosa e os militares;[7][8]
- Duas Histórias do Sertão: Aventura, sexo e violência nas caatingas do sertão;[7][9]
- Jesuítas – ouro e diamantes na baía de Todos os Santos;[7][10]
- José Venâncio e Canudos;[7]
- Moiyalé Amhara : escravo e amante de Carmencita Alvarez - Escravo e amante[9][10].